# Ministerio de Turismo de Uruguay
El Ministerio de Turismo de Uruguay es la secretaría de Estado encargada del estímulo y promoción del turismo, así como de las actividades y servicios directamente relacionadas al mismo en el país. 

## Historia

### Creación

Afiche de Turismo en Uruguay 1935

El 24 de diciembre de 1986, durante la primera presidencia de Julio María Sanguinetti, se promulgó la Ley N.º 15.851 (Rendición de cuentas), que en su artículo N.º 83 crea al Ministerio de Turismo y convalida su actuación así como también sus principales competencias. Estas son: la política nacional del turismo; el fomento de las industrias del turismo; el régimen, coordinación y contralor del turismo; el fomento del turismo hacia el país y dentro de él; la infraestructura turística, el fomento, régimen y registro de prestadores de servicios turísticos.

### Evolución histórica
Desde el punto de vista institucional podemos considerar como un primer hito en lo referido a la gestión pública del turismo, la creación de la Comisión Nacional de Turismo en 1933 y presidida por el Ministerio de Relaciones Exteriores. Dicha Comisión estaba integrada por diversos sectores públicos y privados, siendo su cometido la unificación de los precios de los servicios, control y fiscalización; así como el fomento de la formación profesional y la elaboración de estadísticas del sector.
En el año 1967 se crea el Ministerio de Transporte, Comunicaciones y Turismo, que absorbe la Comisión anteriormente mencionada y se constituye la Dirección Nacional de Turismo. En este marco las competencias del Ministerio, en lo referido a turismo, comprenden la política nacional de turismo; la regulación, coordinación y contralor de la actividad; el fomento del turismo receptivo e interno;  el desarrollo de la industria hotelera y afines; y zonas turísticas.
En 1974 las competencias en materia turística pasan al Ministerio de Industria y Energía. Este mismo año se promulga la Ley N.º 14.335 del 23 de diciembre de 1974, donde se declara al Turismo como “una actividad de interés público y como factor de desarrollo económico y social” y además se mandata al Poder Ejecutivo a fijar y dirigir la política nacional de turismo. Es en ese nuevo marco legal e institucional que la Dirección Nacional de Turismo se hizo cargo del control de la actividad turística con la creación de un Consejo Nacional de Turismo. 
Luego de la restauración de la democracia, en 1986 se crea el Ministerio de Turismo en la Ley N.º 15.851 del  24 de diciembre de 1986 (Rendición de Cuentas), asignándose sus cometidos y su presupuesto.
Tiempo después, en el año 2005, dada la revisión en la organización de las distintas competencias del Poder Ejecutivo se establece que las materias de Turismo y Deporte se encuentren en un solo Inciso, creándose el Ministerio de Turismo y Deporte, Ley N.º 17.866 del 21 de marzo de 2005. Posteriormente en el año 2012, se crea dentro de dicho Ministerio la Dirección Nacional de Turismo, así como también el cargo de Director Nacional de Turismo.
Durante siete años, el titular del ministerio fue el doctor Héctor Lescano, designado por el presidente Tabaré Vázquez el 1 de marzo de 2005 y confirmado por el presidente José Mujica el 1 de marzo de 2010. Desde el 30 de mayo de 2012, tras el relevamiento de Héctor Lescano, asume la nueva ministra Liliam Kechichián, quien fuera anteriormente subsecretaria de la cartera.
En 2014, luego de una revisión profunda de la situación del turismo en el país y su  regulación vigente, surge la nueva Ley de Turismo N.º 19.253 del 28 de agosto de 2014, que viene a derogar la ya mencionada  Ley de 1974. Esta  nueva Ley señala que el turismo es una actividad de interés nacional, por ser un factor de desarrollo cultural, económico y social para el país y sus individuos,  una manifestación del derecho humano al esparcimiento, al conocimiento y a la cultura, una contribución al entendimiento entre los más diversos individuos y un ámbito para demostrar el equilibrio entre el desarrollo de una actividad económica y la protección del medio ambiente.
Por último, en 2015 ante la necesidad de separar los temas referidos a Turismo y Deportes, dada la relevancia que los mismos tienen a nivel país, se crea la Secretaría Nacional de Deporte, Ley N.º 19.331 del 20 de julio de 2015 y las competencias y cometidos del Estado en materia turística pasan al Inciso: Ministerio de Turismo. Finalmente en el año 2018 se aprueba la nueva estructura de la organización, Decreto N.º 295/18 del 10 de septiembre de 2018, donde se establecen los cometidos y objetivos de las distintas unidades que lo integran.

## Cometidos
- Planificar, fomentar y estimular el Turismo
- Generar las condiciones para que el ejercicio del derecho al Turismo resulte accesible
- Planificar el desarrollo de formación y capacitación en Turismo
- Impulsar en la actividad turística los enfoques de género, étnico-racial, diversidad sexual, discapacidad, entre otros
- Fomentar el desarrollo y la adecuación de la infraestructura  a condiciones de accesibilidad asegurando la universalización del derecho
- Estimular políticas de infraestructura turística orientadas a la protección y conservación de los valores naturales, históricos y culturales del país
- Territorializar la gestión aprovechando los distintos niveles de descentralización geográfica
- Reglamentar la actividad así como las condiciones y requisitos a exigir de aquellas personas físicas o jurídicas del sector, y supervisar su cumplimiento
- Obtener y administrar información de carácter turístico para la investigación, educación, planificación y gestión

El turismo es la segunda actividad luego de la ganadería más importante del Uruguay. El ministerio actúa con el lema de "Uruguay Natural", que a su vez es la marca país.

## Ministro
El actual ministro de Turismo es, desde el 1° de marzo de 2025, Pablo Menoni.
| Ministro                        | Partido              | Sector                     | Inicio del mandato       | Fin del mandato          |
| Ministros de Turismo            | Ministros de Turismo | Ministros de Turismo       | Ministros de Turismo     | Ministros de Turismo     |
| ------------------------------- | -------------------- | -------------------------- | ------------------------ | ------------------------ |
| Alfredo Silvera Lima            | Partido Colorado     | Unión Colorada y Batllista | 2 de abril de 1986       | 2 de abril de 1987       |
| José Villar Gómez               | Partido Colorado     | Unión Colorada y Batllista | 2 de abril de 1987       | 4 de mayo de 1994        |
| Mario Amestoy                   | Partido Nacional     | Herrerismo                 | 6 de mayo de 1994        | 1 de marzo de 1995       |
| Benito Stern                    | Partido Colorado     | Foro Batllista             | 1 de marzo de 1995       | 1 de marzo de 2000       |
| Alfonso Varela                  | Partido Colorado     | Lista 15                   | 1 de marzo de 2000       | 11 de marzo de 2002      |
| Pedro Bordaberry                | Partido Colorado     | Lista 15                   | 11 de marzo de 2002      | 1 de marzo de 2005       |
| Ministros de Deporte y Juventud |                      |                            |                          |                          |
| Jaime Trobo                     | Partido Nacional     | Herrerismo                 | 19 de julio de 2000      | 13 de noviembre de 2002  |
| Leonardo Guzmán                 | Partido Colorado     | Lista 15                   | 13 de noviembre de 2002  | 12 de septiembre de 2003 |
| Pedro Bordaberry                | Partido Colorado     | Lista 15                   | 12 de septiembre de 2003 | 1 de marzo de 2005       |
| Ministros de Turismo y Deporte  |                      |                            |                          |                          |
| Héctor Lescano                  | Frente Amplio        | Alianza Progresista        | 1 de marzo de 2005       | 30 de mayo de 2012       |
| Liliam Kechichián               | Frente Amplio        | Alianza Progresista        | 30 de mayo de 2012       | 31 de diciembre de 2014  |
| Ministros de Turismo            |                      |                            |                          |                          |
| Liliam Kechichián               | Frente Amplio        | Alianza Progresista        | 1 de marzo de 2015       | 31 de enero de 2020      |
| Benjamín Liberoff (interino)    | Frente Amplio        | Alianza Progresista        | 31 de enero de 2020      | 1° de marzo de 2020      |
| Germán Cardoso                  | Partido Colorado     | Batllistas                 | 1° de marzo de 2020      | 20 de agosto de 2021     |
| Tabaré Viera                    | Partido Colorado     | Batllistas                 | 23 de agosto de 2021     | 11 de marzo de 2024      |
| Eduardo Sanguinetti             | Partido Colorado     | Batllistas                 | 11 de marzo de 2024      | 1 de marzo de 2025       |
| Pablo Menoni                    | Frente Amplio        | La Amplia                  | 1 de marzo de 2025       | En el cargo              |